# Descent into Chaos
Descent into Chaos es el segundo álbum de estudio de la banda sueco-griega de death metal Nightrage. Fue lanzado a través de Century Media Records el 21 de febrero del 2005 en Europa y el 5 de abril del mismo año en los Estados Unidos y por King Japan el 27 de abril en Japón. Es el último álbum de Nightrage que cuenta con el vocalista Tomas Lindberg y con el guitarrista Gus G.. En la canción "Drug", el nombre del siguiente álbum (A New Disease is Born) aparece en las letras, sugiriendo su posible origen.

## Lista de canciones
| N.º | Título                                | Duración |  |
| 1.  | «Being Nothing»                       | 3:10     |  |
| 2.  | «Phantasma»                           | 3:32     |  |
| 3.  | «Poems»                               | 3:00     |  |
| 4.  | «Descent into Chaos»                  | 3:05     |  |
| 5.  | «Frozen» (feat. Mikael Stanne)        | 4:04     |  |
| 6.  | «Drug»                                | 4:06     |  |
| 7.  | «Silent Solitude»                     | 3:33     |  |
| 8.  | «Omen»                                | 3:44     |  |
| 9.  | «Release»                             | 3:08     |  |
| 10. | «Solus» (Instrumental)                | 3:01     |  |
| 11. | «Jubilant Cry»                        | 4:45     |  |
| 12. | «Reality Versus Truth»                | 3:36     |  |
| 13. | «Black Skies» (Bonus track for Japan) | 4:27     |  |

## Créditos
- Tomas Lindberg − Voz
- Marios Iliopoulos − Guitarra
- Gus G. − Guitarra
- Henric Karlsson − Bajo
- Fotis Benardo − Batería
- Mikael Stanne - Voz limpia en "Frozen"

## Fechas de lanzamiento
| Región         | Fecha                 | Discográfica          |
| -------------- | --------------------- | --------------------- |
| Europa         | 21 de febrero de 2005 | Century Media Records |
| Corea del Sur  | 7 de marzo de 2005    |                       |
| Estados Unidos | 5 de abril de 2005    | Century Media Records |
| Japón          | 27 de abril de 2005   | King Japan            |